# Thorunna furtiva
Thorunna furtiva is een zeenaaktslak die behoort tot de familie van de Chromodorididae. Deze slak komt voor in het westen van de Grote Oceaan, voor de kusten van Indonesië, Nieuw-Caledonië en Australië. 
De slak is wit tot beige gekleurd, met een dito mantelrand. De kieuwen en de rinoforen zijn wit. Ze wordt, als ze volwassen is, zo'n 17 mm lang. Ze voeden zich met sponzen.